# 陳栢青
陳栢青（1983年5月7日—）臺灣作家，曾使用筆名葉覆鹿。

## 生平
陳栢青畢業自東吳大學中國語文學系、國立臺灣大學臺灣文學研究所，就讀大學期間曾以短篇小說大屋獲得全球華文青年文學獎短篇小說組冠軍。2011年，他以筆名「葉覆鹿」出版第一部長篇小說小城市。2012年，陳栢青被聯合文學選入「20位40歲以下最受期待的華文小說家」名單。
陳栢青長期關注同志權益，亦加入臺灣同志諮詢熱線協會擔任義工，透過文學實踐探索同志文學的當代性。

## 著作
小說
- 小城市（2011年，九歌，以筆名「葉覆鹿」出版）
- 尖叫連線（2020年，寶瓶文化）
- 髒東西（2024年，寶瓶文化）

散文
- Mr. Adult 大人先生（2016年，寶瓶文化）

## 外部連結
- 陳栢青的Facebook專頁
- 陳栢青的Instagram帳戶